# Espostoa guentheri
Espostoa guentheri är en kaktusväxtart som först beskrevs av Kupper, och fick sitt nu gällande namn av Franz Buxbaum. Espostoa guentheri ingår i släktet Espostoa och familjen kaktusväxter. Inga underarter finns listade i Catalogue of Life.

## Bildgalleri

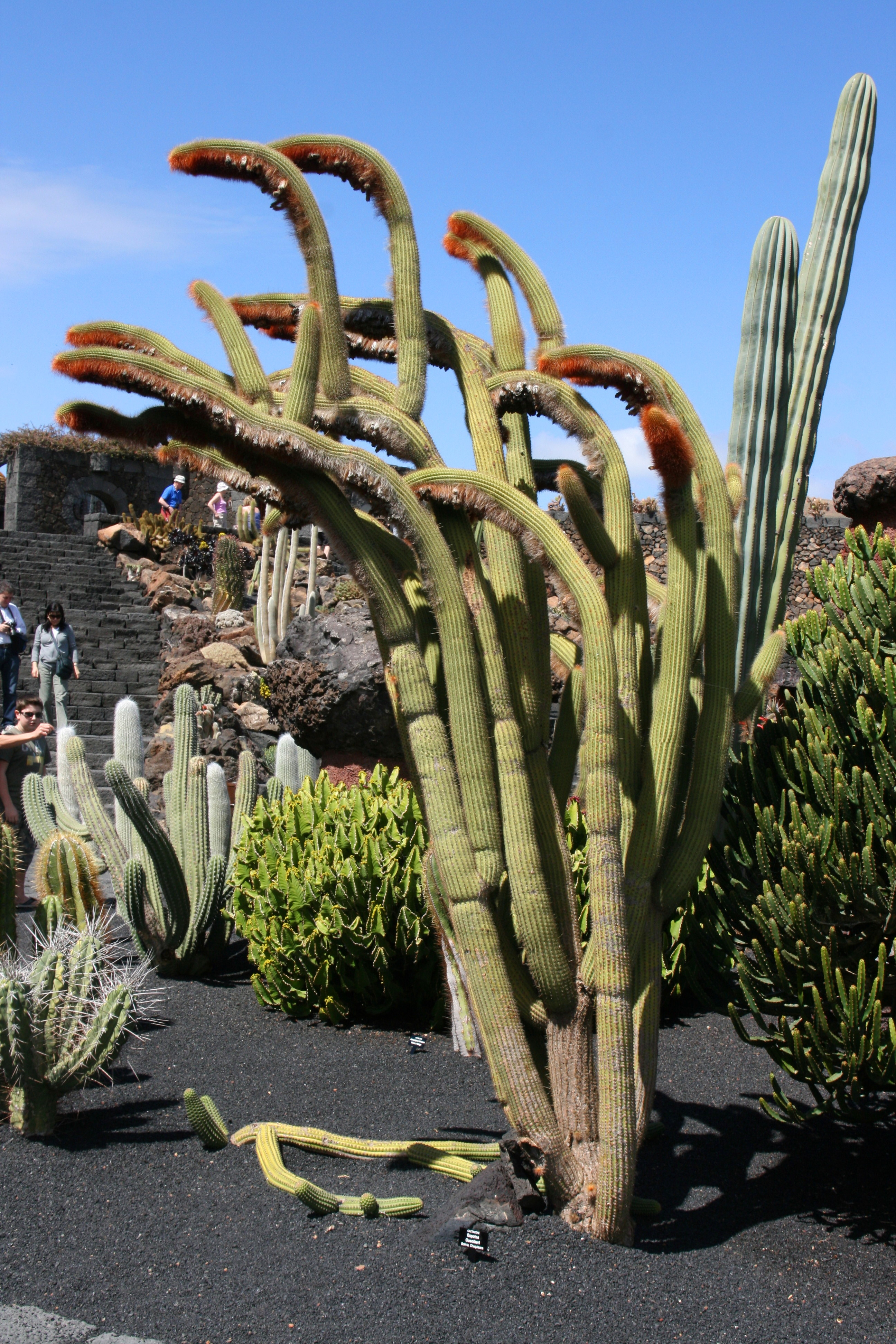
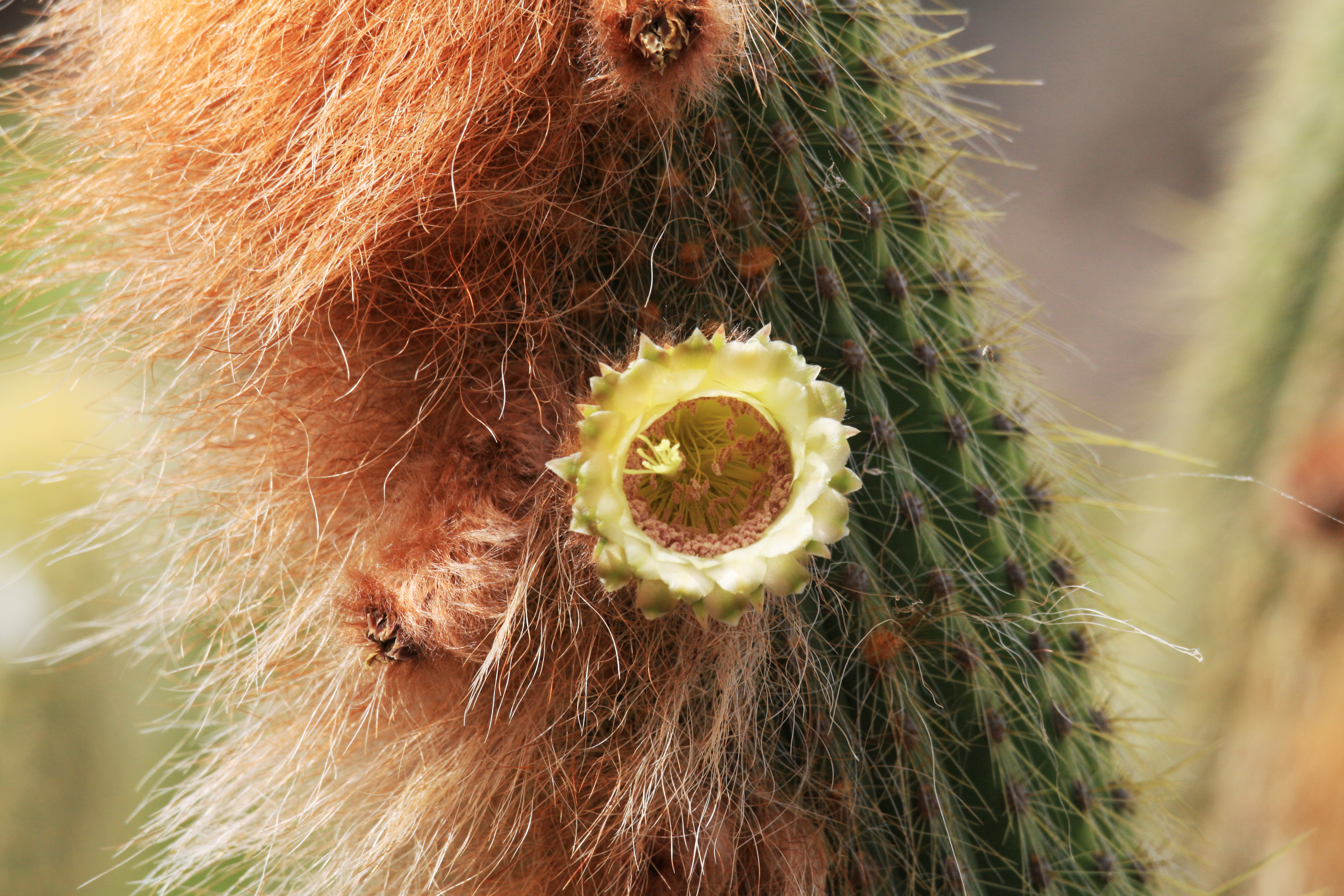
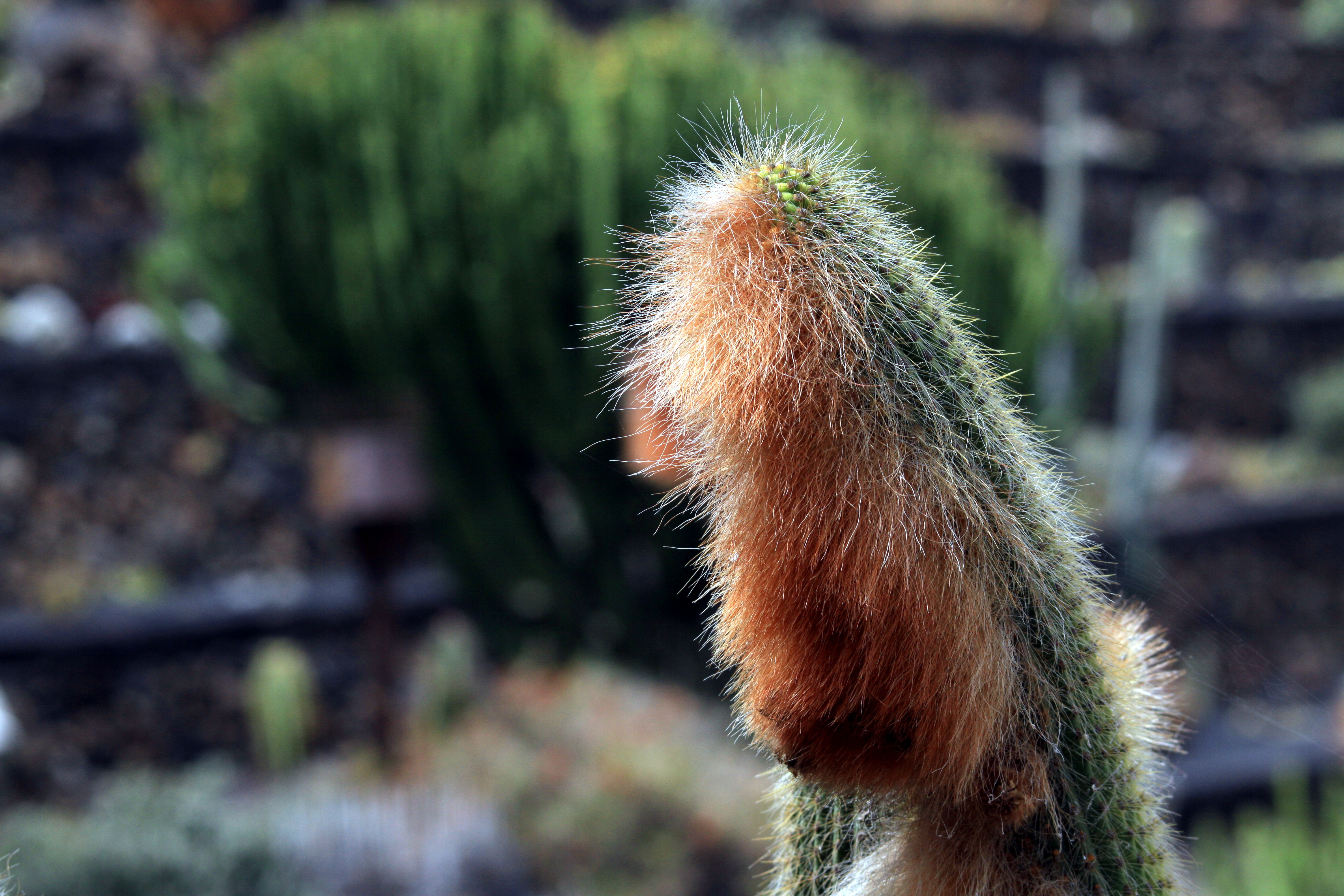
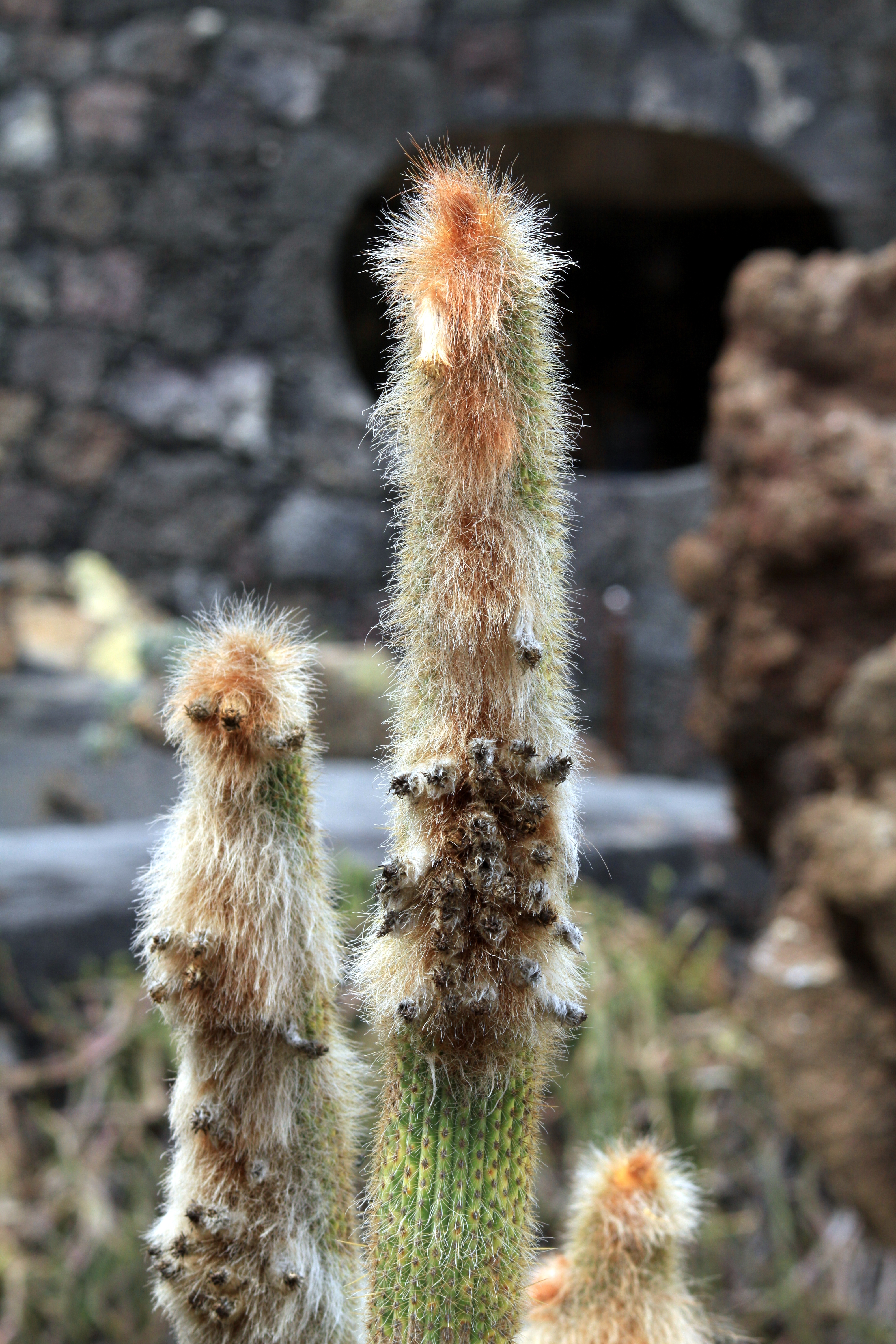
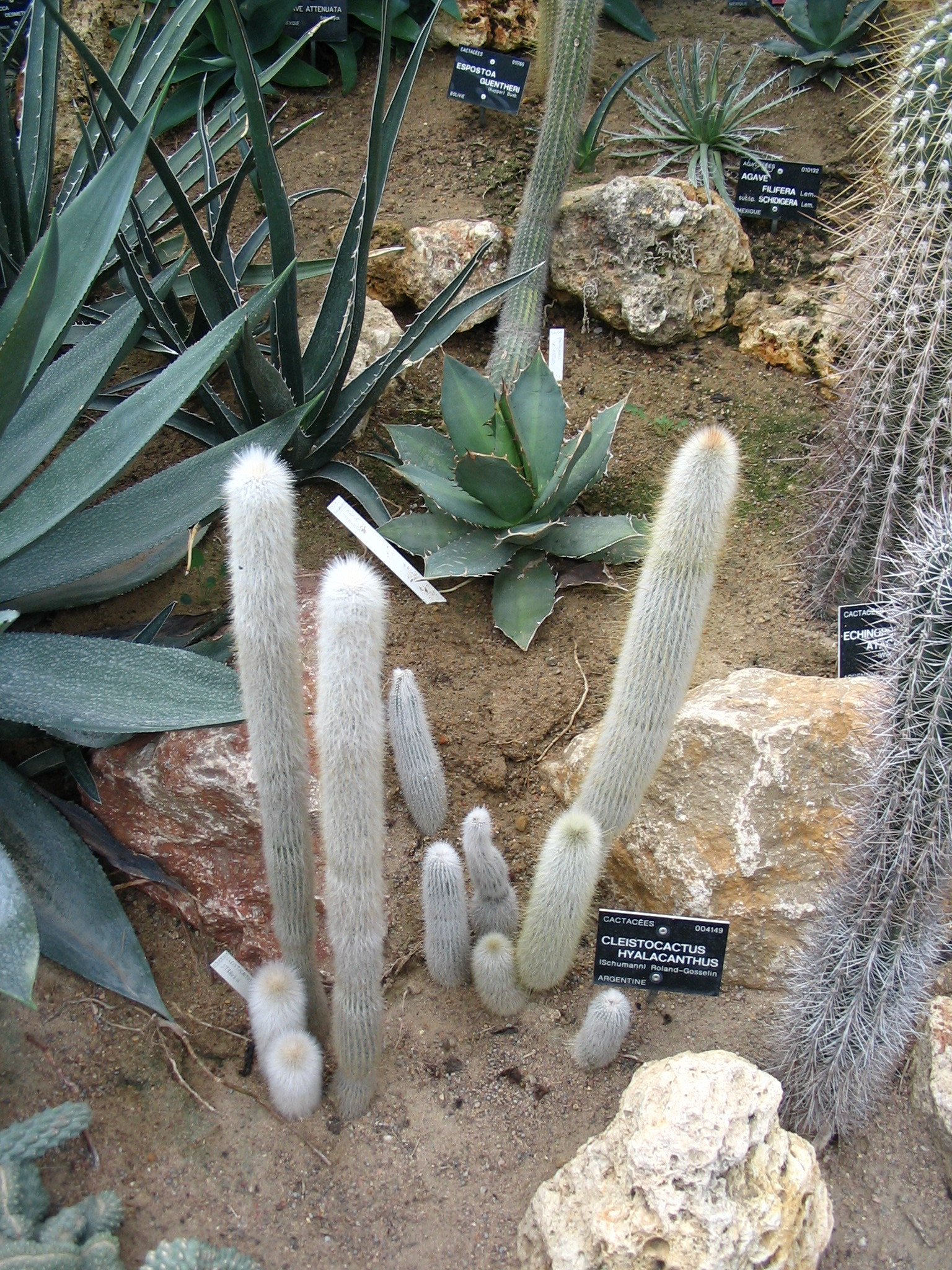
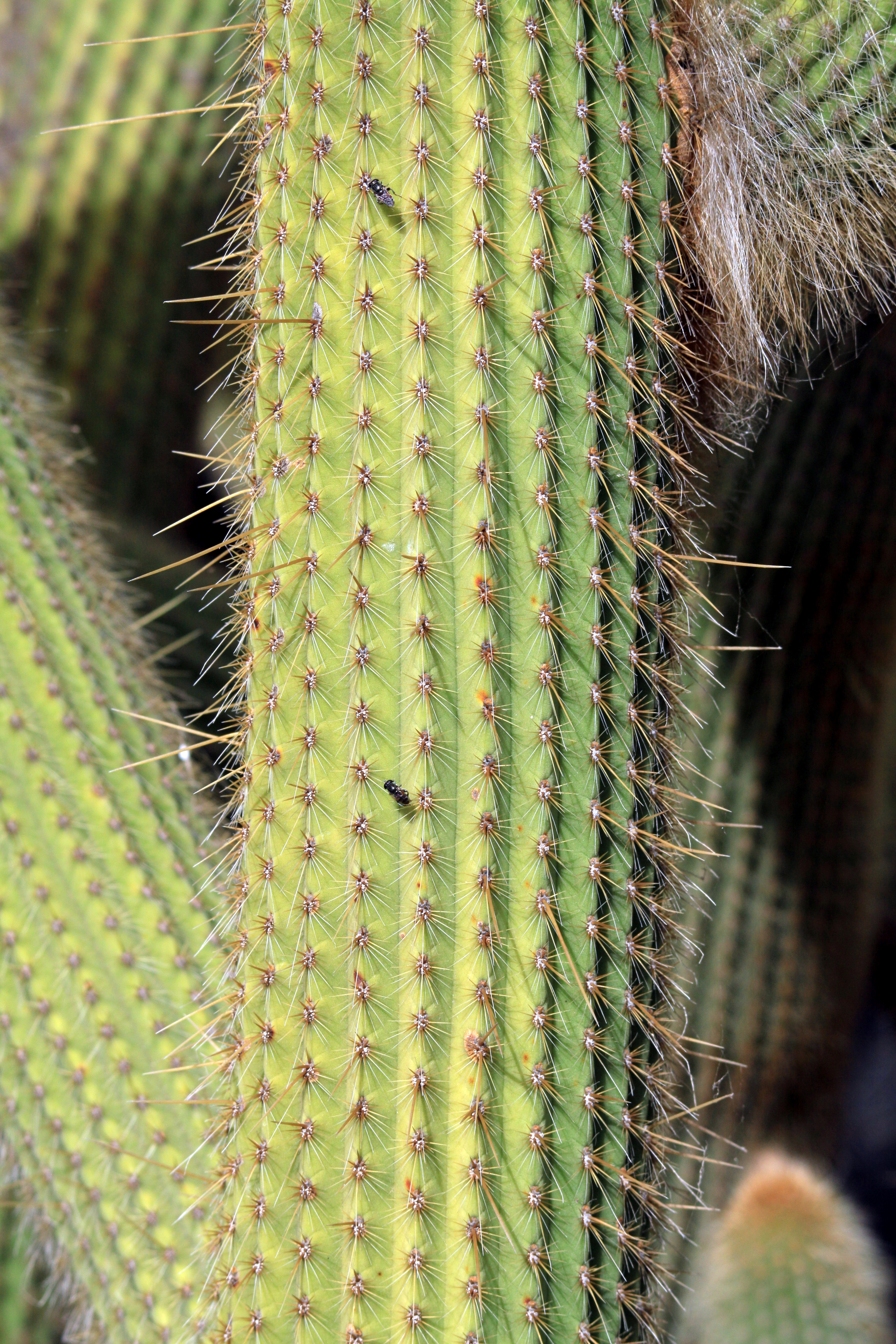